# Cantón de Rohan
El cantón de Rohan era una división administrativa francesa, que estaba situada en el departamento de Morbihan y la región de Bretaña.

## Composición
El cantón estaba formado por siete comunas:
- Bréhan
- Crédin
- Lantillac
- Pleugriffet
- Radenac
- Réguiny
- Rohan

## Supresión del cantón de Rohan
En aplicación del Decreto nº 2014-215 de 21 de febrero de 2014, el cantón de Rohan fue suprimido el 22 de marzo de 2015 y sus 7 comunas pasaron a formar parte; seis del nuevo cantón de Grand-Champ y una del nuevo cantón de Ploërmel.